# 23-го квартала
23-го квартала — опустевший лесной посёлок в Няндомском районе Архангельской области.

## География
Находится в юго-западной части Архангельской области на расстоянии приблизительно 31 км на север-северо-запад по прямой от административного центра района города Няндома.

## История
Посёлок лесозаготовителей существовал до 1997—1998 годов, он был связан железнодорожной веткой со станцией Шожма. До 2022 года посёлок входил в Шалакушское сельское поселение до его упразднения.

## Население
Численность населения не была учтена как в 2002 году, так и в 2010.